# Liverpool Football Club 2013-2014
Questa voce raccoglie le informazioni riguardanti il Liverpool Football Club nelle competizioni ufficiali della stagione 2013-2014.

## Stagione
La stagione 2013-2014 è caratterizzata dall'esplosione del talento uruguaiano Luis Suárez capace di segnare 31 in gol in 33 presenze e di regalare 21 assist ai propri compagni. La prima parte di stagione inizia con 3 vittorie consecutive seguite da risultati un po' altalenanti. Verso la metà della stagione si ritrova nelle prime 4 posizioni a lottare sia per un posto in Champions League che per la vittoria della Premier League stessa. Tra la 25ª giornata e la 35ª giornata mettono a segno 10 vittorie di fila arrivando al primo posto a 3 giornate dalla fine. Complice poi la sconfitta interna contro il Chelsea per 2-0 e il pareggio per 3-3 in casa del Crystal Palace, dopo che i Reds vincevano per 3-0, compromettono la possibile vittoria della Premier a cui poi andrà al Manchester City che superò il Liverpool per soli due punti, 86 a 84. Iconico diventerà lo scivolone di Gerrard nel match contro il Chelsea, da cui nascerà il gol dell'uno a zero Blues, episodio che rappresenterà la sfortuna del Liverpool, con il titolo che sfuggirà di mano ai reds per una fatalità del proprio capitano.

## Maglie e sponsor
Lo sponsor ufficiale è Standard Chartered Bank mentre come sponsor tecnico è stato confermato Warrior Sports.
| Casa | Trasferta | Terza divisa |

## Organigramma societario
Aggiornato al 16 luglio 2013
Area direttiva
- Amministratori: John Henry, Tom Werner, Ian Ayre, David Ginsberg, Philip Nash, Michael Gordon
- Segretario del club: Ian Silvester
- Direttore operativo: Andrew Parkinson
- Capo giardinieri: Terry Forsyth
- Manager stadio: Ged Poynton
- Direttore comunicazioni: Susan Black
- Direttore ufficio stampa: Matthew Baxter
- Direttore reclutamento: Dave Fallows
- Direttore analisi: Michael Edwards
- Capo scout: Barry Hunter

Area direttiva Liverpool Limited
- Proprietario: John William Henry
- Presidente: Tom Werner
- Vicepresidente: David Ginsberg
- Presidente onorario: David Moores
- Direttore: Ian Ayre
- Capo uffici commerciali: Billy Hogan
- Capo uffici finanziari: Philip Nash

Area tecnica
- Team Manager: Brendan Rodgers
- Assistente manager: Collin Pascoe
- Allenatore prima squadra: Mike Marsh
- Preparatore portieri: John Achterberg
- Analista delle prestazioni: Glen Driscoll
- Analista degli avversari: Chris Davies
- Fitness coach: Ryland Morgans
- Preparatore atletico: Jordan Milsom
- Medico sociale: Zaf Iqbal
- Fisioterapista: Chris Morgan
- Massaggiatori: Paul Small, Sylvan Richardson
- Team Manager squadra U21: Alex Inglethorpe
- Team Manager squadra U18: Neil Critchley

## Rosa
Rosa aggiornata al 31 gennaio 2014.
| N. |                           | Ruolo | Calciatore                   |
| -- | ------------------------- | ----- | ---------------------------- |
| 1  | Australia (bandiera)      | P     | Brad Jones                   |
| 2  | Inghilterra (bandiera)    | D     | Glen Johnson                 |
| 3  | Spagna (bandiera)         | D     | José Enrique                 |
| 4  | Costa d'Avorio (bandiera) | D     | Kolo Touré                   |
| 5  | Danimarca (bandiera)      | D     | Daniel Agger (vice-capitano) |
| 6  | Spagna (bandiera)         | C     | Luis Alberto                 |
| 7  | Uruguay (bandiera)        | A     | Luis Suárez                  |
| 8  | Inghilterra (bandiera)    | C     | Steven Gerrard (capitano)    |
| 9  | Spagna (bandiera)         | A     | Iago Aspas                   |
| 10 | Brasile (bandiera)        | C     | Philippe Coutinho            |
| 12 | Nigeria (bandiera)        | C     | Victor Moses                 |
| 14 | Inghilterra (bandiera)    | C     | Jordan Henderson             |
| 16 | Uruguay (bandiera)        | D     | Sebastián Coates             |
| 17 | Francia (bandiera)        | D     | Mamadou Sakho                |
| 20 | Francia (bandiera)        | D     | Aly Cissokho                 |

| N. |                        | Ruolo | Calciatore           |
| -- | ---------------------- | ----- | -------------------- |
| 15 | Inghilterra (bandiera) | A     | Daniel Sturridge     |
| 21 | Brasile (bandiera)     | C     | Lucas Leiva          |
| 22 | Belgio (bandiera)      | P     | Simon Mignolet       |
| 24 | Galles (bandiera)      | C     | Joe Allen            |
| 26 | Brasile (bandiera)     | D     | Tiago Ilori          |
| 31 | Inghilterra (bandiera) | C     | Raheem Sterling      |
| 33 | Inghilterra (bandiera) | C     | Jordon Ibe           |
| 34 | Inghilterra (bandiera) | D     | Martin Kelly         |
| 37 | Slovacchia (bandiera)  | D     | Martin Škrtel        |
| 38 | Inghilterra (bandiera) | D     | Jonathon Flanagan    |
| 43 | Inghilterra (bandiera) | D     | Ryan McLaughlin      |
| 44 | Australia (bandiera)   | D     | Brad Smith           |
| 47 | Inghilterra (bandiera) | D     | Andre Wisdom         |
| 53 | Portogallo (bandiera)  | C     | João Carlos Teixeira |

## Calciomercato

### Sessione estiva(dal 1/7 al 1/9)
| Acquisti         | Acquisti       | Acquisti            | Acquisti                      |
| R.               | Nome           | da                  | Modalità                      |
| ---------------- | -------------- | ------------------- | ----------------------------- |
| P                | Simon Mignolet | Sunderland          | definitivo (10,60 mln €)      |
| D                | Kolo Touré     | Manchester City     | svincolato                    |
| D                | Tiago Ilori    | Sporting Lisbona    | definitivo (7,50 mln €)       |
| D                | Mamadou Sakho  | Paris Saint-Germain | definitivo (19 mln €)         |
| D                | Aly Cissokho   | Valencia            | prestito oneroso (1 mln €)    |
| C                | Victor Moses   | Chelsea             | prestito oneroso (1,20 mln €) |
| A                | Iago Aspas     | Celta Vigo          | definitivo (10,80 mln €)      |
| A                | Luis Alberto   | Siviglia            | definitivo (8 mln €)          |
| Altre operazioni |                |                     |                               |
| C                | Dani Pacheco   | Huesca              | fine prestito                 |

| Cessioni         | Cessioni            | Cessioni       | Cessioni                      |
| R.               | Nome                | a              | Modalità                      |
| ---------------- | ------------------- | -------------- | ----------------------------- |
| P                | Josè Reina          | Napoli         | prestito                      |
| D                | Jamie Carragher     |                | fine carriera                 |
| C                | Jonjo Shelvey       | Swansea City   | definitivo (5,90 mln €)       |
| C                | Stewart Downing     | West Ham Utd   | definitivo (5,80 mln €)       |
| C                | Jay Spearing        | Bolton         | definitivo (1,60 mln €)       |
| A                | Andy Carroll        | West Ham Utd   | definitivo (17,50 mln €)      |
| D                | Danny Wilson        | Hearts         | svincolato                    |
| A                | Fabio Borini        | Sunderland     | prestito oneroso (1,80 mln €) |
| Altre operazioni |                     |                |                               |
| R.               | Nome                | a              | Modalità                      |
| P                | Péter Gulácsi       | Salisburgo     | svincolato                    |
| D                | Danny Wilson        | Hearts         | svincolato                    |
| C                | Kristoffer Peterson | Tranmere       | prestito                      |
| D                | Jack Robinson       | Blackpool      | prestito                      |
| C                | Daniel Pacheco      | Alcorcón       | svincolato                    |
| C                | Oussama Assaidi     | Stoke City     | prestito                      |
| P                | Jamie Stephens      | Newport County | svincolato                    |
| C                | Krisztián Adorján   | Groningen      | prestito                      |
| C                | Craig Roddan        | Carlisle Utd   | prestito (fino al 1/1)        |
| C                | Conor Coady         | Sheffield Utd  | prestito                      |
| A                | Suso                | Almería        | prestito                      |
| D                | Tom King            | Stoke City     | svincolato                    |
| A                | Michael Ngoo        | Yeovil Town    | prestito                      |

### Trasferimenti tra le due sessioni
| Acquisti | Acquisti      | Acquisti    | Acquisti      |
| R.       | Nome          | da          | Modalità      |
| -------- | ------------- | ----------- | ------------- |
| A        | Michael Ngoo  | Yeovil Town | fine prestito |
| C        | João Teixeira | Brentford   | fine prestito |

| Cessioni | Cessioni             | Cessioni     | Cessioni                     |
| R.       | Nome                 | a            | Modalità                     |
| -------- | -------------------- | ------------ | ---------------------------- |
| D        | Andre Wisdom         | Derby County | prestito (dal 22/10 al 31/5) |
| C        | João Carlos Teixeira | Brentford    | prestito (dal 10/9 al 1/1)   |

### Sessione invernale(dal 3/1 al 31/1)
| Acquisti | Acquisti            | Acquisti     | Acquisti      |
| R.       | Nome                | da           | Modalità      |
| -------- | ------------------- | ------------ | ------------- |
| C        | Kristoffer Peterson | Tranmere     | fine prestito |
| C        | Craig Roddan        | Carlisle Utd | fine prestito |

| Cessioni | Cessioni         | Cessioni           | Cessioni               |
| R.       | Nome             | a                  | Modalità               |
| -------- | ---------------- | ------------------ | ---------------------- |
| D        | Sebastián Coates | Nacional           | prestito               |
| D        | Tiago Ilori      | Granada            | prestito               |
| C        | Craig Roddan     | Accrington Stanley | prestito (fino al 4/2) |
| A        | Michael Ngoo     | Walsall            | prestito               |
| A        | Jordon Ibe       | Birmingham City    | prestito               |
| A        | Adam Morgan      | Yeovil Town        | svincolato             |

### Trasferimenti dopo la sessione invernale
| Acquisti | Acquisti     | Acquisti           | Acquisti      |
| R.       | Nome         | da                 | Modalità      |
| -------- | ------------ | ------------------ | ------------- |
| C        | Craig Roddan | Accrington Stanley | fine prestito |

| Cessioni | Cessioni      | Cessioni     | Cessioni                     |
| R.       | Nome          | a            | Modalità                     |
| -------- | ------------- | ------------ | ---------------------------- |
| D        | Jakub Sokolik | Southend Utd | prestito (dall'11/3 al 31/5) |

## Risultati

### Premier League

#### Andata
| Arbitro: | Martin Atkinson |

|               |           |  |
| Sturridge 37’ | Marcatori |  |

| Arbitro: | Mark Clattenburg |

|  |           |               |
|  | Marcatori | 22’ Sturridge |

| Arbitro: | Andre Marriner |

|              |           |  |
| Sturridge 4’ | Marcatori |  |

| Arbitro: | Michael Oliver |

|                      |           |                        |
| Shelvey 2’ Michu 64’ | Marcatori | 4’ Sturridge 36’ Moses |

| Arbitro: | Neil Swarbrick |

|  |           |            |
|  | Marcatori | 53’ Lovren |

| Arbitro: | Howard Webb |

|                 |           |                              |
| Giaccherini 52’ | Marcatori | 28’ Sturridge 36’ 89’ Suárez |

| Arbitro: | Anthony Taylor |

|                                             |           |           |
| Suárez 13’ Sturridge 17’ Gerrard 38’ (rig.) | Marcatori | 76’ Gayle |

| Arbitro: | Andre Marriner |

|                        |           |                                  |
| Cabaye 23’ Dummett 57’ | Marcatori | 42’ (rig.) Gerrard 72’ Sturridge |

| Arbitro: | Jonathan Moss |

|                                  |           |                     |
| Suárez 12’ 18’ 55’ Sturridge 77’ | Marcatori | 66’ (rig.) Morrison |

| Arbitro: | Martin Atkinson |

|                        |           |  |
| Cazorla 29’ Ramsey 59’ | Marcatori |  |

| Arbitro: | Mike Jones |

|                                                 |           |  |
| Amorebieta 23’ (aut.) Škrtel 26’ Suárez 36’ 54’ | Marcatori |  |

| Arbitro: | Phil Dowd |

|                            |           |                                      |
| Mirallas 8’ Lukaku 72’ 82’ | Marcatori | 5’ Coutinho 19’ Suárez 89’ Sturridge |

| Arbitro: | Howard Webb |

|                                            |           |             |
| Livermore 20’ Meyler 72’ Škrtel 87’ (aut.) | Marcatori | 27’ Gerrard |

| Arbitro: | Anthony Taylor |

|                                     |           |             |
| Suárez 15’ 29’ 35’ 74’ Sterling 88’ | Marcatori | 83’ Johnson |

| Arbitro: | Michael Oliver |

|                                           |           |                   |
| Demel 42’ (aut.) Sakho 47’ Suárez 81’ 84’ | Marcatori | 66’ (aut.) Škrtel |

| Arbitro: | Jonathan Moss |

|  |           |                                                        |
|  | Marcatori | 18’ 84’ Suárez 40’ Henderson 75’ Flanagan 89’ Sterling |

| Arbitro: | Lee Probert |

|                             |           |           |
| Suárez 25’ 45’ Sterling 42’ | Marcatori | 58’ Mutch |

| Arbitro: | Lee Mason |

|                           |           |              |
| Kompany 31’ Negredo 45+1’ | Marcatori | 24’ Coutinho |

| Arbitro: | Howard Webb |

|                      |           |           |
| Hazard 17’ Eto'o 34’ | Marcatori | 3’ Škrtel |

#### Ritorno
| Arbitro: | Craig Pawson |

|                      |           |  |
| Agger 36’ Suárez 50’ | Marcatori |  |

| Arbitro: | Anthony Taylor |

|                                 |           |                                                                      |
| Crouch 40’ Adam 45’ Walters 85’ | Marcatori | 5autogoal’ Shawcross 32’ 71’ Suárez 51’ (rig,) Gerrard 87’ Sturridge |

| Arbitro: | Jonathan Moss |

|                                    |           |                         |
| Sturridge 45+2’ Gerrard 53’ (rig.) | Marcatori | 25’ Weimann 36’ Benteke |

| Arbitro: | Martin Atkinson |

|                                          |           |  |
| Gerrard 21’ Sturridge 33’ 35’ Suárez 50’ | Marcatori |  |

| Arbitro: | Kevin Friend |

|              |           |               |
| Anichebe 67’ | Marcatori | 24’ Sturridge |

| Arbitro: | Michael Oliver |

|                                              |           |            |
| Škrtel 1’ 10’ Sterling 16’ 52’ Sturridge 20’ | Marcatori | 69’ Arteta |

| Arbitro: | Phil Dowd |

|                                |           |                                                 |
| Touré 8’ (aut.) Richardson 64’ | Marcatori | 41’ Sturridge 72’ Coutinho 90+1’ (rig.) Gerrard |

| Arbitro: | Mike Jones |

|                                    |           |                          |
| Sturridge 3’ 36’ Henderson 20’ 74’ | Marcatori | 23’ Shelvey 27’ 47’ Bony |

| Arbitro: | Lee Probert |

|  |           |                                              |
|  | Marcatori | 16’ Suárez 58’ Sterling 90+5’ (rig.) Gerrard |

| Arbitro: | Kevin Friend |

|                           |           |        |
| Gerrard 39’ Sturridge 48’ | Marcatori | 76’ Ki |

| Arbitro: | Mark Clattenburg |

|  |           |                                          |
|  | Marcatori | 34’ (rig.) 47’ (rig.) Gerrard 84’ Suárez |

| Arbitro: | Neil Swarbrick |

|                           |           |                                                   |
| Mutch 9’ 88’ Campbell 25’ | Marcatori | 16’ 60’ 90+6’ Suárez 41’ 54’ Škrtel 75’ Sturridge |

| Arbitro: | Phil Dowd |

|                                                        |           |  |
| Kaboul 2’ (aut.) Suárez 25’ Coutinho 55’ Henderson 75’ | Marcatori |  |

| Arbitro: | Anthony Taylor |

|             |           |                               |
| Demel 45+2’ | Marcatori | 44’ (rig.) 71’ (rig.) Gerrard |

| Arbitro: | Mark Clattenburg |

|                                     |           |                              |
| Sterling 6’ Skrtel 26’ Coutinho 78’ | Marcatori | 57’ Silva 62’ (rig.) Johnson |

| Arbitro: | Andre Marriner |

|                          |           |                            |
| Hooper 54’ Snodgrass 77’ | Marcatori | 4’ 62’ Sterling 11’ Suárez |

| Arbitro: | Martin Atkinson |

|  |           |                        |
|  | Marcatori | 45+3’ Ba 90+4’ Willian |

| Arbitro: | Mark Clattenburg |

|                            |           |                                         |
| Delaney 79’ Gayle 81’, 88’ | Marcatori | 18’ Allen 53’ (aut.) Delaney 55’ Suárez |

| Arbitro: | Phil Dowd |

|                         |           |                   |
| Agger 63’ Sturridge 65’ | Marcatori | 20’ (aut.) Škrtel |

### FA Cup

#### Fase a eliminazione diretta
| Arbitro: | Stuart Attwell |

|                                |           |  |
| Aspas 54’ Tarkowski 82’ (aut.) | Marcatori |  |

| Arbitro: | Lee Probert |

|  |           |                         |
|  | Marcatori | 26’ Moses 60’ Sturridge |

| Arbitro: | Howard Webb |

|                                     |           |                    |
| Oxlade-Chamberlain 16’ Podolski 47’ | Marcatori | 59’ (rig.) Gerrard |

### Football League Cup

#### Fase a eliminazione diretta
| Arbitro: | Stuart Attwell |

|                                                 |           |                        |
| Sterling 4’ Sturridge 29’ 105+4’ Henderson 110’ | Marcatori | 62’ Arquin 84’ Coombes |

| Arbitro: | Mark Clattenburg |

|               |           |  |
| Hernández 46’ | Marcatori |  |

## Statistiche

### Statistiche di squadra
| Competizione        | Punti | In casa | In casa | In casa | In casa | In casa | In casa | In trasferta | In trasferta | In trasferta | In trasferta | In trasferta | In trasferta | Totale | Totale | Totale | Totale | Totale | Totale |
| Competizione        | Punti | G       | V       | N       | P       | Gf      | Gs      | G            | V            | N            | P            | Gf           | Gs           | G      | V      | N      | P      | Gf     | Gs     |
| ------------------- | ----- | ------- | ------- | ------- | ------- | ------- | ------- | ------------ | ------------ | ------------ | ------------ | ------------ | ------------ | ------ | ------ | ------ | ------ | ------ | ------ |
| Campionato          | 84    | 19      | 16      | 1       | 2       | 53      | 18      | 19           | 10           | 5            | 4            | 48           | 32           | 38     | 26     | 6      | 6      | 101    | 50     |
| FA Cup              | -     | 1       | 1       | 0       | 0       | 2       | 0       | 2            | 1            | 0            | 1            | 3            | 2            | 3      | 2      | 0      | 1      | 5      | 2      |
| Football League Cup | -     | 1       | 1       | 0       | 0       | 4       | 2       | 1            | 0            | 0            | 1            | 0            | 1            | 2      | 1      | 0      | 1      | 4      | 3      |
| Totale              | 84    | 21      | 18      | 1       | 2       | 59      | 20      | 22           | 11           | 5            | 6            | 51           | 35           | 43     | 29     | 6      | 8      | 110    | 55     |

### Andamento in campionato
| Giornata  | 1 | 2 | 3 | 4 | 5 | 6 | 7 | 8 | 9 | 10 | 11 | 12 | 13 | 14 | 15 | 16 | 17 | 18 | 19 | 20 | 21 | 22 | 23 | 24 | 25 | 26 | 27 | 28 | 29 | 30 | 31 | 32 | 33 | 34 | 35 | 36 | 37 | 38 |
| --------- | - | - | - | - | - | - | - | - | - | -- | -- | -- | -- | -- | -- | -- | -- | -- | -- | -- | -- | -- | -- | -- | -- | -- | -- | -- | -- | -- | -- | -- | -- | -- | -- | -- | -- | -- |
| Luogo     | C | T | C | T | C | T | C | T | C | T  | C  | T  | T  | C  | C  | T  | C  | T  | T  | C  | T  | C  | C  | T  | C  | T  | C  | T  | C  | T  | T  | C  | T  | C  | T  | C  | T  | C  |
| Risultato | V | V | V | N | P | V | V | N | V | P  | V  | N  | P  | V  | V  | V  | V  | P  | P  | V  | V  | N  | V  | N  | V  | V  | V  | V  | V  | V  | V  | V  | V  | V  | V  | P  | N  | V  |
| Posizione | 8 | 2 | 1 | 1 | 5 | 2 | 2 | 3 | 3 | 3  | 2  | 2  | 4  | 4  | 2  | 2  | 1  | 4  | 5  | 4  | 4  | 4  | 4  | 4  | 4  | 4  | 4  | 3  | 2  | 2  | 2  | 1  | 1  | 1  | 1  | 1  | 2  | 2  |

Fonte:  Liverpool-Bilancio stagione, su transfermarkt.it, Transfermarkt (archiviato dall'url originale il 30 ottobre 2013).
Legenda:

Luogo: C = Casa; T = Trasferta. Risultato: V = Vittoria; N = Pareggio; P = Sconfitta.

### Statistiche dei giocatori
| Giocatore    | Premier League | Premier League | Premier League | Premier League | FA Cup   | FA Cup | FA Cup      | FA Cup     | League Cup | League Cup | League Cup  | League Cup | Totale   | Totale | Totale      | Totale     |
| Giocatore    | Presenze       | Reti           | Ammonizioni    | Espulsioni     | Presenze | Reti   | Ammonizioni | Espulsioni | Presenze   | Reti       | Ammonizioni | Espulsioni | Presenze | Reti   | Ammonizioni | Espulsioni |
| ------------ | -------------- | -------------- | -------------- | -------------- | -------- | ------ | ----------- | ---------- | ---------- | ---------- | ----------- | ---------- | -------- | ------ | ----------- | ---------- |
| D. Agger     | 20             | 2              | 0              | 0              | 2        | 0      | 0           | 0          | 1          | 0          | 0           | 0          | 23       | 2      | 0           | 0          |
| L. Alberto   | 9              | 0              | 0              | 0              | 2        | 0      | 0           | 0          | 1          | 0          | 0           | 0          | 12       | 0      | 0           | 0          |
| J. Allen     | 24             | 1              | 4              | 0              | 1        | 0      | 0           | 0          | 1          | 0          | 0           | 0          | 26       | 1      | 4           | 0          |
| I. Aspas     | 14             | 0              | 3              | 0              | 1        | 1      | 0           | 0          | 0          | 0          | 0           | 0          | 15       | 1      | 3           | 0          |
| A. Cissokho  | 15             | 0              | 2              | 0              | 3        | 0      | 0           | 0          | 1          | 0          | 0           | 0          | 19       | 0      | 2           | 0          |
| S. Coates    | 0              | 0              | 0              | 0              | 0        | 0      | 0           | 0          | 0          | 0          | 0           | 0          | 0        | 0      | 0           | 0          |
| P. Coutinho  | 33             | 5              | 1              | 0              | 3        | 0      | 1           | 0          | 1          | 0          | 0           | 0          | 37       | 5      | 2           | 0          |
| J. Enrique   | 8              | 0              | 0              | 0              | 0        | 0      | 0           | 0          | 1          | 0          | 0           | 0          | 9        | 0      | 0           | 0          |
| J. Flanagan  | 23             | 1              | 3              | 0              | 2        | 0      | 1           | 0          | 0          | 0          | 0           | 0          | 25       | 1      | 4           | 0          |
| S. Gerrard   | 34             | 13             | 7              | 0              | 3        | 1      | 2           | 0          | 2          | 0          | 0           | 0          | 39       | 14     | 9           | 0          |
| J. Henderson | 35             | 4              | 4              | 1              | 3        | 0      | 0           | 0          | 2          | 1          | 1           | 0          | 40       | 5      | 5           | 1          |
| J. Ibe       | 0              | 0              | 0              | 0              | 0        | 0      | 0           | 0          | 2          | 0          | 0           | 0          | 2        | 0      | 0           | 0          |
| T. Ilori     | 0              | 0              | 0              | 0              | 0        | 0      | 0           | 0          | 0          | 0          | 0           | 0          | 0        | 0      | 0           | 0          |
| G. Johnson   | 29             | 0              | 3              | 0              | 0        | 0      | 0           | 0          | 1          | 0          | 0           | 0          | 30       | 0      | 3           | 0          |
| B. Jones     | 0              | -0             | 0              | 0              | 3        | -2     | 0           | 0          | 0          | -0         | 0           | 0          | 3        | -2     | 0           | 0          |
| M. Kelly     | 5              | 0              | 0              | 0              | 2        | 0      | 0           | 0          | 1          | 0          | 0           | 0          | 8        | 0      | 0           | 0          |
| L. Lucas     | 27             | 0              | 6              | 0              | 1        | 0      | 0           | 0          | 1          | 0          | 1           | 0          | 29       | 0      | 7           | 0          |
| S. Mignolet  | 38             | -50            | 0              | 0              | 0        | -0     | 0           | 0          | 2          | -3         | 0           | 0          | 40       | -53    | 0           | 0          |
| V. Moses     | 19             | 1              | 1              | 0              | 2        | 1      | 0           | 0          | 1          | 0          | 0           | 0          | 22       | 2      | 1           | 0          |
| M. Sakho     | 18             | 1              | 0              | 0              | 0        | 0      | 0           | 0          | 1          | 0          | 0           | 0          | 19       | 1      | 0           | 0          |
| M. Škrtel    | 36             | 7              | 6              | 0              | 2        | 0      | 0           | 0          | 1          | 0          | 0           | 0          | 39       | 7      | 6           | 0          |
| B. Smith     | 1              | 0              | 0              | 0              | 0        | 0      | 0           | 0          | 0          | 0          | 0           | 0          | 1        | 0      | 0           | 0          |
| R. Sterling  | 33             | 9              | 3              | 0              | 3        | 0      | 1           | 0          | 2          | 1          | 1           | 0          | 38       | 10     | 5           | 0          |
| D. Sturridge | 29             | 21             | 1              | 0              | 2        | 1      | 0           | 0          | 2          | 2          | 0           | 0          | 33       | 24     | 1           | 0          |
| L. Suárez    | 33             | 31             | 6              | 0              | 3        | 0      | 0           | 0          | 1          | 0          | 0           | 0          | 37       | 31     | 6           | 0          |
| J. Teixeira  | 1              | 0              | 0              | 0              | 0        | 0      | 0           | 0          | 0          | 0          | 0           | 0          | 1        | 0      | 0           | 0          |
| K. Touré     | 20             | 0              | 2              | 0              | 2        | 0      | 0           | 0          | 2          | 0          | 1           | 0          | 24       | 0      | 3           | 0          |
| S. Yeşil     | 0              | 0              | 0              | 0              | 0        | 0      | 0           | 0          | 0          | 0          | 0           | 0          | 0        | 0      | 0           | 0          |
| A. Wisdom    | 2              | 0              | 1              | 0              | 0        | 0      | 0           | 0          | 1          | 0          | 1           | 0          | 3        | 0      | 2           | 0          |